# Anna Członkowska
Anna Członkowska z domu Dowżenko (ur. 15 czerwca 1943 w Warszawie) – polska lekarka, neurolog, profesor nauk medycznych.

## Życiorys
Córka Anatola Dowżenki i Marii z Rozwadowskich. W 1966 ukończyła studia na Akademii Medycznej w Warszawie. W 1971 uzyskała stopień doktora nauk medycznych w oparciu o rozprawę zatytułowaną Badania nad hemolizą w chorobie Wilsona. Sześć lat później habilitowała się na podstawie pracy Zaburzenia immunologiczne w chorobie Wilsona z uwzględnieniem wpływu leczenia d-penicylaminą. W 1985 otrzymała tytuł profesora nauk medycznych. Specjalizuje się w zakresie neurologii, w 1975 ukończyła w tej dziedzinie specjalizację drugiego stopnia. Odbywała staże naukowe w Wielkiej Brytanii, Niemczech i Stanach Zjednoczonych. Zajmuje się zagadnieniami z zakresu m.in. chorób naczyniowych mózgu, stwardnienia rozsianego i neuroimmunologii, choroby Wilsona.
Zawodowo związana z Akademią Medyczną w Warszawie (przekształconą następnie w Warszawski Uniwersytet Medyczny) oraz z Instytutem Psychiatrii i Neurologii w Warszawie, obejmując w obu tych instytucjach stanowisko profesora. W instytucie została również kierownikiem II Kliniki Neurologicznej, była też przewodniczącą jego rady naukowej (2007–2011).
Została członkiem krajowym czynnym Polskiej Akademii Umiejętności (2009, wcześniej od 1999 członek krajowy korespondent) oraz członkiem korespondentem (2010) i członkiem rzeczywistym (2019) Polskiej Akademii Nauk. Powoływana w skład licznych kolegiów redakcyjnych i rad programowych czasopism branżowych, tj. „Neurologia i Neurochirurgia Polska”, „Postępy w Psychiatrii i Neurologii”, „Farmakoterapia w Psychiatrii i Neurologii”, „Medycyna Praktyczna”, „Postępy Farmakoterapii”, „Neurologia Praktyczna” i innych. Była wiceprezesem Polskiego Towarzystwa Badań nad Miażdżycą oraz Polskiego Towarzystwa Badań Układu Nerwowego. Od 1996 do 1999 przewodniczyła Polskiemu Towarzystwu Neurologicznemu.
W latach 1989–2015 była promotorką 32 prac doktorskich, m.in.: Urszuli Fiszer, Adama Kobayashiego czy Tadeusz Mendla.

## Odznaczenia
W 2009, za wybitne zasługi na rzecz rozwoju neurologii, za osiągnięcia w pracy naukowo-badawczej, prezydent Lech Kaczyński odznaczył ją Krzyżem Oficerskim Orderu Odrodzenia Polski. W 2001 wyróżniona Złotym Krzyżem Zasługi.